# خرخر گربه
خُرخُر گربه صدایی است که گربه‌سانان تولید می‌کنند. بلندی، فرکانس و آهنگ این صدا در هر یک از گونه‌ها و نژادهای گربه‌سانان از دیگری متفاوت است. خرخر گربه اهلی تقریباً با ۳۰ تا ۱۷۰ لرزش در ثانیه ایجاد می‌شود اما خرخر انواع بزرگتر گربه‌سانان فرکانس بسیار پایین‌تری (صدای عمیق‌تر) دارد. این که گربه‌ها چگونه و به چه دلیل این صدا را تولید می‌کنند همچنان یک معما باقی مانده‌است و فرضیات مختلفی برای آن ارائه شده‌است.
گربه‌سانان تنها پستاندارانی هستند که این صدای منحصربه‌فرد را ایجاد می‌کنند اما هیچ عضو منحصربه‌فردی در بدن این حیوانات وجود ندارد که بتوان آن را با تولید این صدا مرتبط دانست. بر اساس یک فرضیه این صدا با انقباض و انبساط بسیار سریع عضلات حنجره تولید می‌شود.
بیشتر انسان‌ها خرخر گربه را به معنای رضایت و لذت او تفسیر می‌کنند اما این صدا همیشه بیانگر لذت نیست چون گربه‌ها هنگامی که عصبی هستند یا درد دارند هم خرخر می‌کنند. در نتیجه گروهی از کارشناسان اعتقاد دارند که این صدا در واقع روشی برای التیام‌بخشی به خود است. دیده شده که گربه‌ها در هنگام زایمان، جراحت، بیماری و مرگ خرخر می‌کنند. با توجه به همین موضوع برخی معتقدند که عمل خرخر کردن باعث آزادسازی ترکیباتی هورمونی در مغز گربه می‌شود که به عنوان یک مسکن درد طبیعی عمل می‌کنند. 
بر اساس یک فرضیه خرخر گربه‌ها ابتدا به عنوان روشی برای ارتباط برقرار کردن آن‌ها با بچه‌هایشان ایجاد شده‌است. سپس این صدا به عنوان یک علامت ارتباطی در مورد داشتن نیت دوستانه یا تسلیم‌طلبانه نسبت به دشمنان احتمالی درآمده‌است. این نکته که بچه گربه‌ها قبل از اینکه توانایی «میو کردن» داشته باشند، از توانایی خرخر برخوردارند اهمیت بنیادین این صدا را برای گربه‌ها نشان می‌دهد.
علاوه بر این گربه‌های دست‌آموز از خرخر برای ارتباط برقرار کردن با انسان سرپرست خود استفاده می‌کنند. مطالعات نشان داده که با عمیق‌تر شدن رابطه یک انسان و یک گربه، صاحب گربه ناخودآگاه با تغییر فرکانس خرخر گربه در شرایط مختلف متوجه نیازها و خواسته‌های او می‌شود.
محققان دانشگاه دیویس در کالیفرنیا نیز خرخر گربه را به عنوان مکانیسمی شفابخش برای تقویت عضلات و جلوگیری از پوکی استخوان تعبیر کرده‌اند. با توجه به اینکه دوره‌های خواب و استراحت طولانی گربه‌ها می‌تواند خطری برای حجم و قدرت عضلات و تراکم مغز استخوان آن‌ها باشد. فرکانس خرخر گربه‌ها به طرز عجیبی در هنگام دم و بازدم تغییر نکرده و در حدود ۲۵ هرتز باقی می‌ماند. تحقیقات نشان داده که این فرکانس تراکم استخوان را هم در حیوانات و هم در انسان‌ها بهبود می‌بخشد. به گفته دکتر لاینز یکی از محققان این مطالعه این یافته می‌تواند برای فضانوردانی که برای مدت طولانی در محیط جاذبه پایین زندگی می‌کنند مفید باشد. سیستم اسکلتی-عضلانی فضانوردان در طول اقامت فضا دچار ضعف شدید می‌شود چون فشاری در فعالیتهای معمول مثل نشستن و ایستادن بر بدن آن‌ها وارد نمی‌شود. ایجاد صدایی با فرکانس مشابه با خرخر گربه می‌تواند برای کاهش عوارض مخرب وضعیت جاذبه پایین مفید باشد.